# 徳川慶久
德川 慶久（とくがわ よしひさ、1884年〈明治17年〉9月2日 - 1922年〈大正11年〉1月22日）は、日本の政治家。位階・勲等・爵位は正三位勲三等公爵。周囲の人々からは音読みで「けいきゅう様」と呼ばれ親しまれていた。
貴族院議員・第一銀行取締役・華族世襲財産審議会議長などを歴任した。

## 生涯
1884年（明治17年）9月2日、徳川慶喜の七男として静岡市葵区紺屋町の屋敷で生まれる。母は側室・新村信。初名は久（ひさし）。宮川喜久蔵、次いで黒田幸兵衛のもとに預けられる。1896年（明治29年）8月、妹・英子とともに静岡から東京に移り、学習院に入学する。徳川慶喜家の継嗣となるにあたって、1902年（明治35年）6月6日に、父の偏諱をとり慶久と改名した。1906年（明治39年）7月、学習院高等科を卒業する。
1908年（明治41年）11月8日、有栖川宮威仁親王の第二王女・實枝子女王と結婚。實枝子は有栖川宮最後の王女であり、次女・喜久子が有栖川宮の祭祀を継承した高松宮宣仁親王と結婚したのもそのためである。1910年（明治43年）、東京帝国大学法科大学政治科を卒業し、父の隠居により同年12月14日に公爵を襲爵し、貴族院公爵議員となる。
1922年（大正11年）1月22日10時35分、東京府東京市小石川区第六天町54番地（現：東京都文京区小日向）の本邸で急死。死因は脳溢血とされたが、一部には自殺説も取り沙汰された。元華族の松平幸子（仮名）の証言によると、「眠られぬまま飲んだカルモチンの量を間違えた過失死だった」という。没後、正三位勲三等瑞宝章を追贈される。墓所は谷中霊園の寛永寺墓地。

## 栄典
- 1908年（明治41年）9月30日 - 正五位[4]
- 1915年（大正4年）11月10日 - 大礼記念章（大正）[5]
- 1916年（大正5年）12月1日 - 正四位[6]
- 1922年（大正11年）1月22日 - 正三位勲三等瑞宝章[7]

## 人物

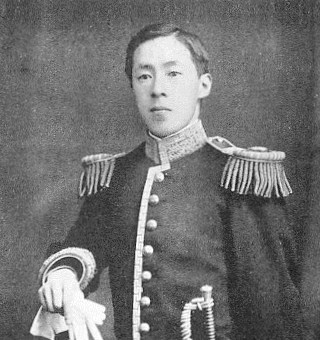
1913年撮影

- 柔道二段、碁も素人二段、そのほか撞球、鉄砲、乗馬、ゴルフ、油絵など何をやっても抜きん出ており、頭脳明晰で性格円満だったという。親友の侯爵・細川護立からは、「才気縦横、故慶喜公の好いところを総て受け継いで居た」と評された。ゆくゆくは内閣総理大臣にという声もあがったことがある。
- 長野県軽井沢町にあめりか屋建築の洋館別荘を建てており、慶久の死後は山崎種二の所有となった（現存）。また「旧軽井沢ゴルフクラブ」の創設にも貢献し、その初代会長を務めた。
- 二枚目でもあり、華族の子女から憧れの目で見られた。孫の慶朝は著書で「映画俳優にしてもおかしくないくらい」と評している[8]。
- 結婚前に仙台出身の侍女と恋愛関係になったが、身分違いから結婚を許されずに破局したため、妹の大河内国子と川田順との不倫関係に理解しつつも将来はないことを両者に言い含めた[9]。

## 家族
- 妻：徳川實枝子（有栖川宮威仁親王第二王女）
  - 長女：慶子
1910年（明治43年）1月24日 - 同年4月2日
  - 次女：喜久子（高松宮宣仁親王妃）
1911年（明治44年）12月26日 - 2004年（平成16年）12月18日
  - 長男：徳川慶光（徳川慶喜家第3代当主）
1913年（大正2年）2月6日 - 1993年（平成5年）2月6日
  - 三女（庶出）：喜佐子（榊原政春夫人）
1921年（大正10年）10月29日 - 2013年（平成25年）11月26日[10]
出生母は「大出喜代」と戸籍に記載あり[11]。
長男は会社経営者で榊原家第17代当主の榊原政信[12][10]。
著書に『徳川慶喜家の子ども部屋』、『殿様と私』[13]などがある。
  - 四女：久美子
1922年（大正11年）9月23日 - 2018年（平成30年）7月1日[14][15]
侯爵松平康昌長男・松平康愛夫人となるが康愛は戦没。2人の長女・智子は松平家の家督を継ぎ久美子とは離れ離れとなり、戦後は井手次郎（医師）夫人。
『徳川おてんば姫』[16]を刊行。

下の2女に関しては、實枝子が有栖川宮家から連れてきたお側女中と慶久との間の庶子という説があり、実際に喜佐子は戸籍にも「庶子女」との記載が確認できる。また、これに立腹した實枝子も歌舞伎役者との間に子を儲けたという。